# Robert W. Laing
Robert W. Laing (geb. vor 1960) ist ein britischer Artdirector und Szenenbildner, der neben einem Oscar für das beste Szenenbild auch einen Excellence in Production Design Award der Art Directors Guild gewann.

## Leben
Laing begann seine Karriere als Artdirector und Szenenbildner in der Filmwirtschaft 1960 bei dem Film Ein Nerz an der Angel (Make Mine Mink) und wirkte bis zum Jahr 2000 an der szenischen Ausstattung von dreißig Filmen und Fernsehserien mit.
1973 war er zusammen mit John Box und Gil Parrondo für den Oscar für das beste Szenenbild nominiert, und zwar für die Filmkomödie Reisen mit meiner Tante (1972) von George Cukor mit Maggie Smith, Alec McCowen und Louis Gossett Jr.
Bei der Oscarverleihung 1983 gewann er den Oscar zusammen mit Stuart Craig und Michael Seirton für Gandhi (1982) von Richard Attenborough mit Ben Kingsley, Candice Bergen und Edward Fox.
1988 war er zusammen mit Francesco Chianese, George Richardson und Hugh Scaife für einen Emmy für herausragendes Artdesign in der ersten Episode der von der National Broadcasting Company (NBC) produzierten Fernsehserie Noble House (1988) mit Pierce Brosnan, Deborah Raffin und Ben Masters nominiert.
Zusammen mit Martin Laing, Charles Dwight Lee, Neil Lamont, Bill Rea, Steven Lawrence und Héctor Romero erhielt er 1997 den Excellence in Production Design Award der Art Directors Guild (ADG) für Titanic (1997) von James Cameron mit Leonardo DiCaprio, Kate Winslet und Frances Fisher in den Hauptrollen.

## Filmografie (Auswahl)
- 1960: Ein Nerz an der Angel (Make Mine Mink)
- 1969: James Bond 007 – Im Geheimdienst Ihrer Majestät
- 1976: Die kleinen Pferdediebe (Escape from the Dark)
- 1982: Gandhi
- 1992: Salz auf unserer Haut
- 1994: True Lies – Wahre Lügen
- 1995: Der 1. Ritter
- 1997: Titanic
- 2000: Rules – Sekunden der Entscheidung

## Auszeichnungen
- 1983: Oscar für das beste Szenenbild
- 1997: ADG Excellence in Production Design Award